# Rache ohne Gnade
Rache ohne Gnade ist ein US-amerikanischer Western aus dem Jahr 1948 von H. Bruce Humberstone mit Victor Mature, Coleen Gray und Glenn Langan in den Hauptrollen. Der Film wurde von 20th Century Fox produziert und basiert auf dem 1937 veröffentlichten Roman Four Men and a Prayer von David Garth. Er ist eine in den Wilden Westen verlegte Neuverfilmung des 1938 entstandenen Dramas Vier Mann – ein Schwur von John Ford.

## Handlung
Als 1880 Silber in den Hügeln am Furnace Creek gefunden wird, kommt es zu Spannungen zwischen Weißen und den ansässigen Apachen. Kavalleriecaptain Walsh eskortiert mit seiner Schwadron einen Versorgungstreck zum Fort Furnace Creek, als er die Order erhält, umgehend nach Lordsburg zu eilen. Der Treck erreicht ohne Eskorte das Fort, das kurz darauf von Indianern, die sich in den Wagen versteckt hielten, angegriffen wird. Alle Soldaten werden getötet und das Fort niedergebrannt. Später werden die Apachen in Reservate deportiert und das Land für weiße Siedler freigegeben. General Blackwell, der den Befehl zur Umleitung nach Lordsburg gab, wird vor ein Militärgericht gestellt, auch wenn der schriftliche Befehl nicht mehr auffindbar ist. Blackwells Sohn Rufe, Captain an der Militärakademie West Point, kann nicht glauben, dass sein Vater solch einen Befehl gab. Bei der Verhandlung stellt sich heraus, dass eine Minengesellschaft nur Tage nach der Deportation der Apachen  mit der Arbeit begonnen hat. Außer sich vor Erregung streitet der General jegliche Kenntnis davon ab. Durch die Aufregung bricht er im Zeugenstand zusammen und stirbt.
Durch einen Zeitungsartikel erfährt Cash, der zweite Sohn des Generals, vom Tod seines Vaters. Cash ist ein Glücksspieler und sitzt im Gefängnis von Kansas City ein. Nach seiner Entlassung schwört er, den Namen seines Vaters wiederherzustellen. Nach dem Studium einer Mitschrift der Verhandlung sucht er den pensionierten Captain Walsh in Furnace Creek, das zu einem florierenden Städtchen geworden ist. Dort lernt er Peaceful Jones kennen, der als Strafe für seine Trunksucht an einen Baumstamm gekettet ist. Cash findet Walsh in einem Saloon, der dem Minenbesitzer Leverett gehört. Er stellt sich dem offensichtlichen Säufer als Tex Cameron vor. Als Walsh später beim Poker des Falschspiels beschuldigt wird, setzt sich Cash für ihn ein. Der beeindruckte Leverett stellt ihn als Leibwächter ein. Bei einem Besuch des zerstörten Forts lernt Cash Molly Baxter kennen, deren Vater bei dem Indianerangriff getötet wurde. Molly, die Cashs wahre Identität nicht kennt, ist sich sicher, dass der General seine eigenen Leute geopfert hat, um die Apachen deportieren zu lassen.
In Furnace Creek kündigt Leverett die Ankunft der 6. Kavallerie an, die die Gegend sichern soll. Häuptling Little Dog fühlt sich von Leverett, der ihn für den Angriff auf das Fort bezahlt hat, hintergangen. Walsh, ebenfalls beteiligt, fürchtet um sein Leben und will Furnace Creek verlassen. Cash sieht seinen Bruder Rufe ankommen, der unter dem Namen Sam Gilmore im Hotel eincheckt. Er informiert ihn, dass er Walsh zum Reden bringen will. Molly, die als Kellnerin in einem Kaffeehaus arbeitet, hört von Peaceful Jones, dass Cash für Leverett arbeitet. Sie will die Freundschaft beenden, da sie den Verdacht hegt, dass Leverett mit dem Angriff zu tun habe. Als Rufes wahre Identität durch einen Ex-Soldaten enthüllt wird, beauftragt Leverett Cash, Rufe im Auge zu behalten. Zur gleichen Zeit wird Walsh von Leveretts Handlanger Artego verfolgt und in Mollys Kaffeehaus erschossen, als er ein Geständnis niederschreibt. Rufe findet das Geständnis und erkennt, dass sein Vater unschuldig war. Cash informiert ihn, dass Leverett auf ihn aufmerksam geworden ist. Er schlägt ihn nieder und nimmt das Geständnis an sich. Leverett lässt Rufe als Walshs Mörder verhaften. Ein alter, trunksüchtiger Richter soll die Gerichtsverhandlung leiten. Cash bittet Molly, nichts von dem Geständnis zu sagen. Die jedoch lehnt ab, weil sie Cash richtigerweise für den Sohn des Generals hält.
Bei der Verhandlung wirft der Ankläger Rufe vor, nur für den Mord an dem Mann, der gegen seinen Vater ausgesagt hat, nach Furnace Creek gekommen zu sein. Mit der Hilfe von Cash und Peaceful Jones kann Rufe aus dem Gerichtssaal entkommen. Die drei werden von Leverett und seinen Männern verfolgt. Während Cash die Verfolger ablenkt, bringt Rufe das Geständnis zu einem US-Marshal. Cash wird angeschossen, schafft es aber bis zum zerstörten Fort. Dort verrät er Leverett seine wahre Identität. Leverett wird von Little Dog, der ihn verfolgt hat, getötet. Cashs Verwundung wird von Molly versorgt. Sie bringt eine Zeitung mit der Schlagzeile, dass das Kriegsministerium General Blackwell rehabilitiert hat.

## Produktion

### Hintergrund
Gedreht wurde der Film von Mitte September bis Mitte November 1947 in Kanab, Utah.
Das Studio nutzte erstmals Flugzeuge, um Crewmitglieder, Darsteller und Ausrüstung an einen Drehort zu bringen. Dazu wurde eine improvisierte Landebahn in der Nähe des Drehortes angelegt.

### Stab
Albert Hogsett und Lyle R. Wheeler oblag die künstlerische Leitung. Thomas Little war für das Szenenbild zuständig, René Hubert für die Kostüme mit Charles Le Maire als Direktor des Kostümfundus. Verantwortliche Toningenieure waren Eugene Grossman und Harry M. Leonard. Fred Sersen schuf die visuellen Effekte. Als musikalischer Direktor fungierte Alfred Newman.

### Besetzung
In kleinen nicht im Abspann erwähnten Nebenrollen traten Robert Adler, James Flavin, J. Farrell MacDonald, Frank Orth, Jay Silverheels als Little Dog, Ray Teal und Minerva Urecal auf. Ebenfalls unerwähnt blieben Harlan Briggs als Ankläger und Charles Stevens als Artego.

## Synchronisation
Die deutsche Synchronfassung entstand 1951 im Auftrag der Kaudel-Film GmbH in Berlin unter der Dialogregie von Karl Metzner nach einem Dialogbuch von Erika Görner.
| Rolle                           | Schauspieler   | Deutscher Synchronsprecher |
| ------------------------------- | -------------- | -------------------------- |
| Cash Blackwell                  | Victor Mature  | Friedrich Joloff           |
| Rufe Blackwell                  | Glenn Langan   | Horst Caspar               |
| Edward Leverett                 | Albert Dekker  | Hans Wiegner               |
| Peaceful Jones                  | Charles Kemper | Bruno Fritz                |
| Ge. Blackwell                   | Robert Warwick | Robert Klupp               |
| Vorsitzender des Kriegsgerichts | Si Jenks       | Otto Gebühr                |

Anmerkung: Die kursiv geschriebenen Namen sind Rollen und Darsteller, die nicht im Abspann erwähnt wurden.

## Veröffentlichung
Die Premiere des Films fand am 30. April 1948 in Los Angeles statt. In der Bundesrepublik Deutschland kam er am 29. September 1950 in die Kinos.

## Kritiken
Der Filmkritiken-Aggregator Rotten Tomatoes hat in einer Auswertung ein Publikumsergebnis von 33 Prozent positiver Bewertungen ermittelt.
Bosley Crowther von der The New York Times befand, der Film biete die übliche konventionelle Balgerei zwischen Gut und Böse. Die Aktionen seien alles andere als inspiriert oder originell.
Der Kritiker des TV Guide sah einen gut gemachten actionreichen Western. Alles an dieser Produktion sei über dem Durchschnitt, von der straffen Regie Humberstones bis zum erinnerungswürdigen Soundtrack.

## Auszeichnungen
1949 wurden Charles G. Booth und Winston Miller für den WGA-Award der Writers Guild of America für den besten Western nominiert.